# القوات المسلحة البوليفارية الوطنية لفنزويلا
القوات المسلحة الوطنية البوليفارية (بالإسبانية: Fuerza Armada Nacional Bolivariana - FANB) هي القوات الرسمية لفنزويلا وتتألف من الجيش الفنزويلي ومن البحرية الفنزويلية ومن سلاح الجو الفنزويلي ومن الحرس الوطني الفنزويلي ومن الميليشيا الوطنية الفنزويلية والقائد الأعلى لها هو الرئيس الفنزويلي ووزير الدفاع.
الغرض الأساسي للقوات المسلحة هو الدفاع عن الأراضي الفنزويلية من الهجمات، ومكافحة تهريب المخدرات، وتوفير قدرات البحث والإنقاذ، ومساعدة السكان المدنيين في حالة الحماية من الكوارث الطبيعية، فضلاً عن العديد من مهام الأمن الداخلي. اعتبارًا من عام 2018، بلغ عدد أفراد القوات المسلحة 123000 فرد نشط و8000 جندي احتياطي.